# Duarte Manuel de Meneses e Noronha
Duarte Manuel de Meneses e Noronha (8 de Setembro de 1775 - Coimbra, 18 de agosto de 1833) foi um nobre português, senhor da casa dos seus pais, 9.º conde de Atalaia e 4.º marquês de Tancos.
Filho de António Luís de Meneses e Domingas Manuel de Noronha, condessa da Atalaia e marquesa de Tancos, D. Duarte Manuel seguiu a carreira das armas, em que chegou ao posto de marechal-de-campo e tenente-general graduado. Dedicado partidário de D. Miguel de Bragança, foi nomeado ajudante de campo e ministro de Estado.
Casou em 1806 com D. Leonor Maria da Silva (1784-1815), filha do 2º marquês de Vagos.
Morreu de cólera em 18 de Agosto de 1833. O seu filho e sucessor, D. António Manuel de Noronha, foi o 10.º conde de Atalaia mas jamais marquês de Tancos, como miguelista.